# Eurycea wallacei
Eurycea wallacei är en groddjursart som först beskrevs av Carr 1939.  Eurycea wallacei ingår i släktet Eurycea och familjen lunglösa salamandrar. IUCN kategoriserar arten globalt som sårbar. Inga underarter finns listade i Catalogue of Life.